# زوربرگ
زوربرگ (به آلمانی: Surberg) یک شهر در آلمان است که در بایرن واقع شده‌است.

## خصوصیات
زوربرگ ۲۳٫۷۴ کیلومترمربع مساحت دارد ۶۵۰ متر بالاتر از سطح دریا واقع شده‌است.